# Lanius collurioides
L'averla birmana o averla dorsobruno (Lanius collurioodes Lesson, 1831) è un uccello passeriforme della famiglia Laniidae.

## Etimologia
Il nome scientifico della specie, collurioides, deriva dal greco κολλυριων (kollyriōn/kolluriōn, uccelletto non meglio identificato ma generalmente associato all'averla), con l'aggiunta del suffisso anch'esso di origine greca -oides, "simile a": visto che collurio è anche il nome scientifico dell'averla piccola, il nome di questa specie è interpretabile come "simile all'averla piccola".

## Descrizione

### Dimensioni
Misura 19-21 cm di lunghezza, per 26 g di peso.

### Aspetto

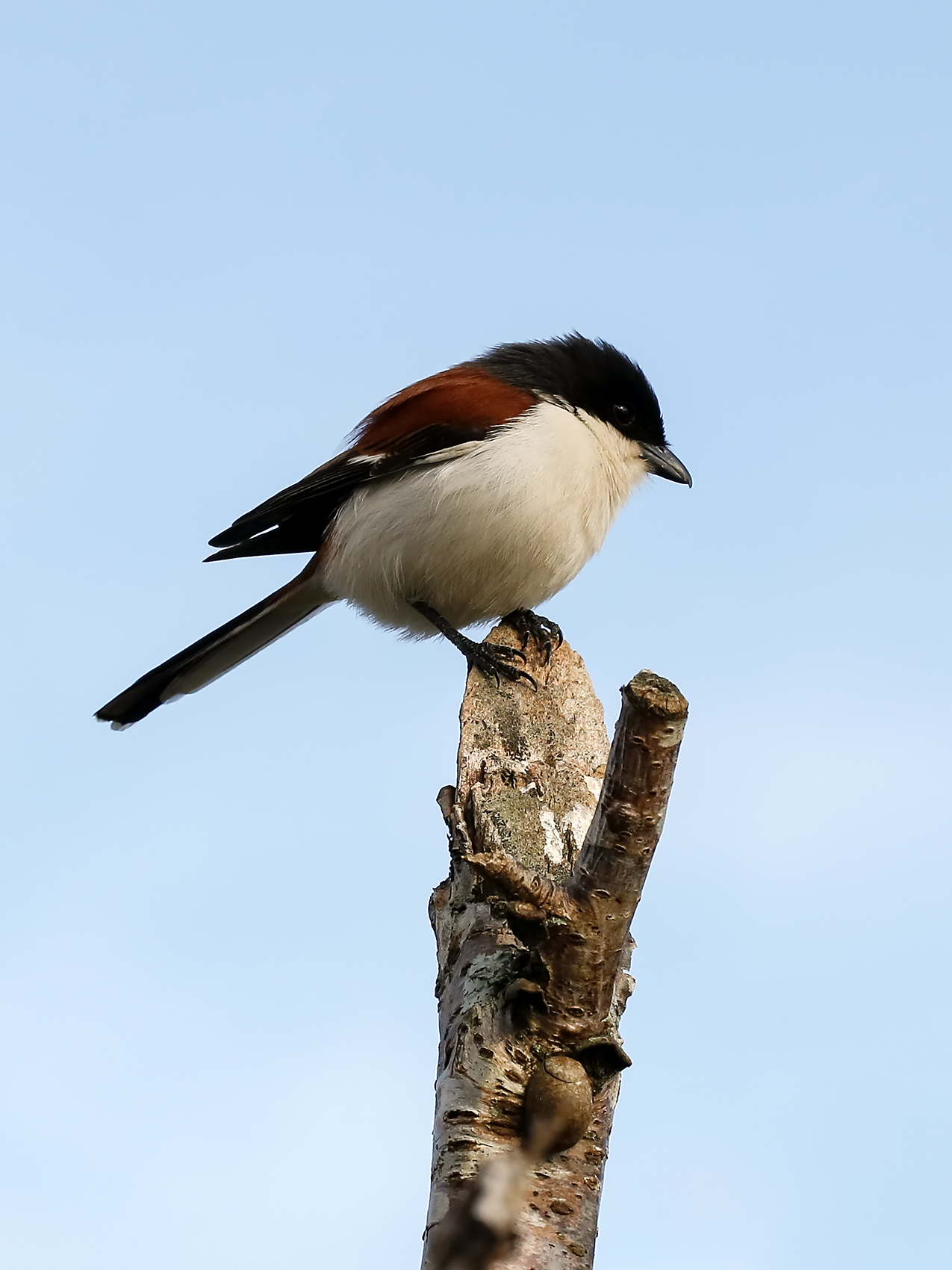
Esemplare a Da Lat.

Si tratta di uccelli dall'aspetto robusto e massiccio, muniti di testa piuttosto grande e di forma ovale, becco forte e uncinato, zampe forti e piuttosto corte, ali corte e arrotondate e coda piuttosto lunga, sottile e dall'estremità squadrata.
Il piumaggio presenta dimorfismo sessuale evidente: i maschi presentano calotta (fronte, vertice e nuca) di colore grigio-nerastro più scuro sulla fronte, gola e lati del collo bianchi, petto, ventre e fianchi di colore beige-biancastro (con tendenza a sfumare nel bianco puro proprio sul ventre), dorso e ali di color marrone (con tendenza a scurirsi nel nerastro sulle remiganti, che mostrano inoltre una sottile banda biancastra alla base) e coda nera, così come nera è la mascherina facciale che va dai lati del becco all'orecchio e alla parte superiore delle guance. Caso raro fre le averle, nell'averla birmana manca un sopracciglio chiaro che sormonta la mascherina facciale, la quale è pertanto direttamente congiunta al grigio della calotta.

Le femmine presentano pattern di colorazione simile ai maschi (area dorsale più scura, area ventrale più chiara, calotta e coda ancor più scure) ma toni generalmente più dimessi e mimetici, basati sulle tonalità del bruno.
In ambedue i sessi gli occhi sono di colore bruno scuro, le zampe sono grigio-nerastre ed il becco è grigio con punta anch'essa nerastra.

## Biologia
L'averla birmana è un uccello dalle abitudini di vita diurne e tendenzialmente solitarie, ma che può essere osservato anche in coppie, anche al di fuori della stagione riproduttiva in senso stretto. Questi uccelli difendono accanitamente il proprio territorio dagli intrusi e passano la maggior parte della propria giornata tenendo d'occhio i dintorni a tale scopo.
I richiami di quest'averla sono bassi e piuttosto musicali, sebbene elementari e gracchianti.

### Alimentazione
Si tratta di uccelli prevalentemente insettivori, la cui dieta è basata su insetti (in particolar modo ortotteri) ed altri invertebrati. Di tanto in tanto, l'averla birmana caccia anche piccoli vertebrati, soprattutto lucertole.
Questi uccelli cacciano a vista: appollaiati su un posatoioio in evidenza, essi scrutano i dintorni, pronti a planare rapidamente su eventuali prede di passaggio, ghermendole coi forti artigli o col becco uncinato per poi consumarle sul proprio trespolo.

### Riproduzione
Si tratta di uccelli monogami, la cui stagione riproduttiva va dalla fine di aprile a giugno: specialmente in Cina essi sono soliti portare avanti due covate durante la stagione degli amori.
Il nido è a forma di coppa e viene costruito da ambo i sessi nel folto di un cespuglio o fra i rami bassi di un albero, intrecciando rametti e foderando l'interno con fibre vegetali: la femmina si occupa da sola della cova delle 3-6 uova (nutrita e difesa dal maschio nel frattempo), mentre il maschio collabora con essa nelle cure parentali ai nidiacei, che si affrancano dal nido natio attorno a un mese dalla schiusa.

## Distribuzione e habitat

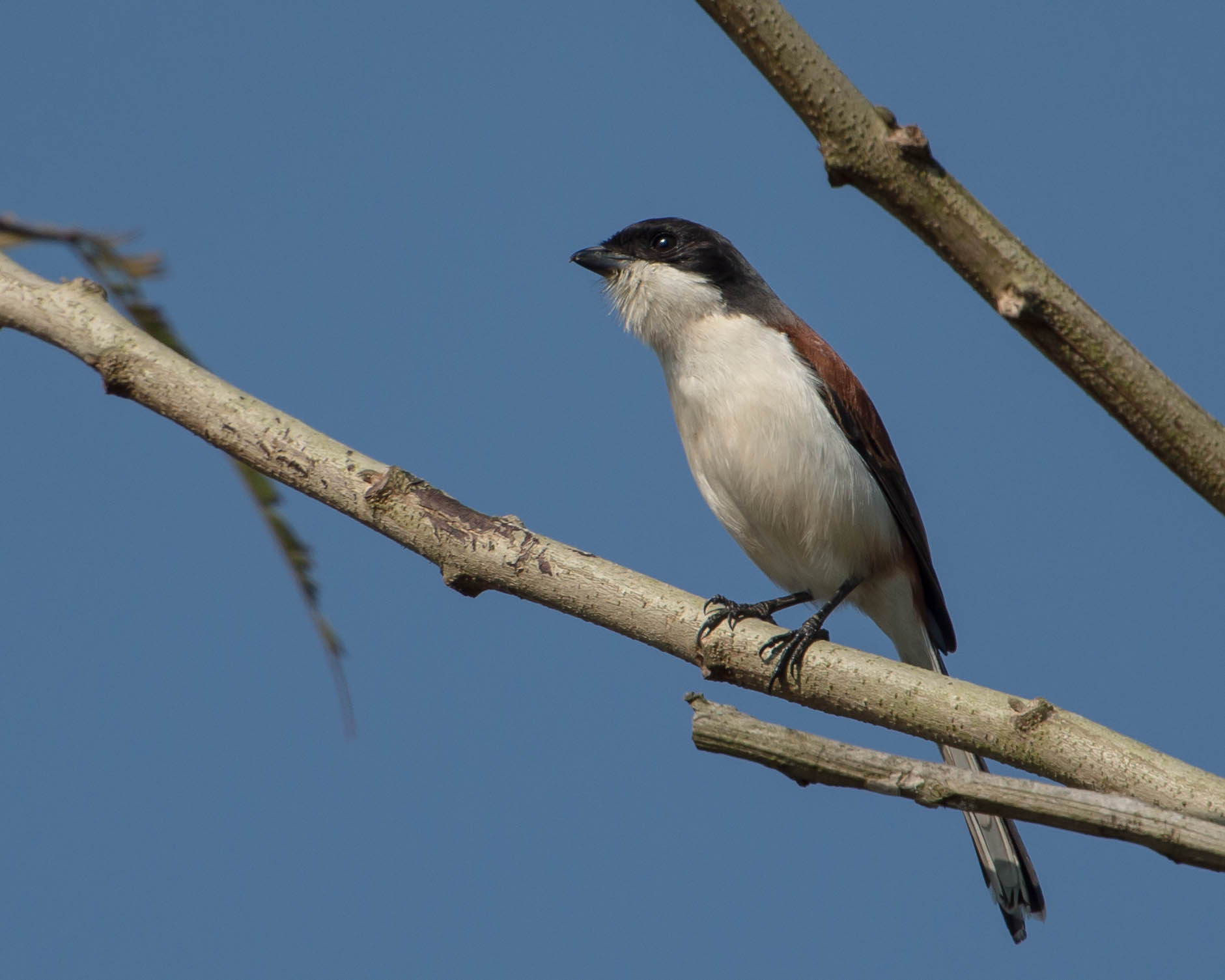
Esemplare nella provincia di Chiang Mai.

Il nome comune dell'averla rappresenta un caso di sineddoche: questi uccelli, infatti, non sono endemici della Birmania, ma popolano un areale rappresentato appunto da Birmania (a sud fino alle sponde settentrionali del golfo di Martaban), Thailandia nord-occidentale, Laos, l'estremità nord-orientale della Cambogia, Vietnam centrale e settentrionale e Cina meridionale (dallo Yunnan centro-occidentale al Guizhou meridionale ed al Guangdong sud-occidentale, mentre la specie risulta assente da Hainan). Durante l'inverno, alcune popolazioni si spingono verso nord-ovest (fino alle sponde orientali del Brahmaputra) e verso sud (fino al Tenasserim centrale).
L'habitat di questi uccelli è rappresentato dalle aree di confine fra boschi e foreste secondarie (con predilezione per le pinete) ed aree prative o cespugliose o radure boschive: essi colonizzano senza grossi problemi anche le aree agricole, rurali e suburbane. In generale, come un po' tutte le averle, anche l'averla birmana è un abitatore delle aree aperte con presenza di elementi sopraelevati (alberi, comignoli, staccionate, pali, etc.) dai quali dominare i dintorni.

## Tassonomia
Se ne riconoscono due sottospecie:
- Lanius collurioides collurioides Lesson, 1831 - la sottospecie nominale, diffusa nella stragrande maggioranza dell'areale occupato dalla specie;
- Lanius collurioides nigricapillus Delacour, 1926 - endemica del sud-est dell'Annam (a sud dell'altopiano di Da Lat);